# Isorropus sanguinolenta
Isorropus sanguinolenta är en fjärilsart som beskrevs av Paul Mabille 1878. Isorropus sanguinolenta ingår i släktet Isorropus och familjen björnspinnare. Inga underarter finns listade i Catalogue of Life.